# 白星天竺鯛
白星天竺鯛（學名：Apogon lachneri），為輻鰭魚綱天竺鯛科天竺鯛屬下的一個種，分布於西大西洋美國佛羅里達州、巴哈馬至貝里斯、安地列斯群島海域，深度5至70公尺，本魚體延長，長橢圓形，體稍側扁，頭及眼睛大，口大且斜裂，頜齒細小，鋤骨和腭骨通常具齒，舌上無齒，鰓蓋骨後緣棘不發達，體被弱櫛鱗，下頷較上頷稍長而突出，側線完全，體紅色，尾柄上方各有1個黑斑及白斑，身體散布亮藍色細點，尾鰭叉形，背鰭有二個，背鰭硬棘7枚、背鰭軟條8-9枚、臀鰭硬棘2枚、臀鰭軟條8枚，體長可達6.5公分，棲息在水質清澈的珊瑚礁區，屬肉食性，以小型無脊椎動物為食，夜行性，繁殖期時，雄魚具有口孵習性，卵約7日化成仔魚，由雄魚吐出，具短暫的仔魚飄浮期。